# Attila Dancs
Attila Dancs (* 18. März 1968) ist ein ehemaliger ungarischer Fußballspieler.

## Karriere
Dancs begann seine Karriere beim Zweitligisten Diósgyőri VTK. Während seines Militärdiensts 1989 spielte er kurzzeitig für den Ligakonkurrenten Mezőtúri Honvéd. Mit Diósgyőr stieg er 1991 in die Nemzeti Bajnokság auf. In der höchsten ungarischen Spielklasse kam er zu insgesamt 50 Einsätzen, ehe er mit seinem Klub nach zwei Saisonen 1993 wieder in die Nemzeti Bajnokság II absteigen musste. Zur Saison 1994/95 wechselte er innerhalb der zweiten Liga zum III. Kerületi TUE. Nach einem halben Jahr in der Hauptstadt kehrte er im Januar 1995 wieder nach Diósgyőr zurück.
Zur Saison 1997/98 wechselte Dancs zum österreichischen Zweitligisten SCR Altach. Für Altach kam er zu insgesamt 20 Einsätzen in der zweiten Liga,  aus der er mit den Vorarlbergern zu Saisonende jedoch abstieg. Zur Saison 1999/2000 kehrte der Abwehrspieler in seine Heimat zurück und schloss sich dem Pápai ELC an.